# Sladenia
Sladenia è un genere di pesci d'acqua salata appartenenti alla famiglia Lophiidae.

## Distribuzione e habitat
S. zhui e S. remiger sono diffuse nel Pacifico orientale, mentre S. shaefersi nell'Atlantico, dove abitano acque di profondità.

## Specie
Il genere comprende 3 specie:
- Sladenia remiger
- Sladenia shaefersi
- Sladenia zhui